# Torna och Bara kontrakt
Torna och Bara kontrakt är från 2018 ett kontrakt i Lunds stift inom Svenska kyrkan. 
Kontraktskoden var till 2020 0701, därefter 0727.

## Administrativ historik
Kontraktet bildades den 1 januari 2018 av
Torna kontrakt med
- Dalby församling
- Genarps församling
- Helgeands församling
- Lunds Allhelgonaförsamling
- Lunds domkyrkoförsamling
- Lunds östra stadsförsamling
- Norra Nöbbelövs församling
- Sankt Peters klosters församling
- Södra Sandby församling
- Torns församling
- Veberöds församling

Bara kontrakt med
- Bjärreds församling
- Burlövs församling
- Lomma församling
- S:t Staffans församling
- Svedala församling
- Uppåkra församling
- Värby församling

Ur kontraktet utbröts 2020 Lunds pastorat med tillhörande församlingar till ett nybildat Lunds kontrakt som fick överta kontraktskoden 0701.